# Marcel Bernard
Marcel Bernard (18. května 1914, La Madeleine – 29. dubna 1994, Paříž) byl francouzský tenista. Triumfoval na pařížském grandslamu ve všech třech soutěžích, jichž se mohl zúčastnit - v mužské dvouhře (1946), v mužské čtyřhře (1936, 1946) a ve čtyřhře smíšené (1935, 1936). Na jiných grandslamových turnajích se mu nedařilo. Při svém singlovém triumfu porazil ve finále československého reprezentanta Jaroslava Drobného. Jeho partnery při vítězstvích ve čtyřhrách byli Jean Borotra, Yvon Petra, Lolette Payotová (všichni Francie) a Britka Billie Yorkeová. Francii reprezentoval v Davisově poháru v rozpětí 21 let (1935–1956), byl 25krát povolán, zaznamenal 29 vítězných utkání a 13krát byl poražen. V letech 1968–1973 byl prezidentem Francouzské tenisové federace. Trofej pro vítěze smíšené čtyřhry na French Open dnes nese jeho jméno.